# Pierre Doukan
Pierre Doukan (Parigi, 11 ottobre 1927 – Suresnes, 10 dicembre 1995) è stato un violinista e docente francese.

## Biografia
Pierre Doukan iniziò gli studi al Conservatorio di Tolosa e dal 1946 li proseguì al Conservatorio di Parigi, ottenendo nel 1947 il Premier Prix in violino, musica da camera e storia della musica.
A Bruxelles nel 1955 vinse il terzo premio al Concorso Regina Elisabetta del Belgio. Con Salvatore Accardo condivise nel 1957 il secondo premio al concorso Premio Paganini di Genova. Dal 1959 al 1972 fu violinista dell'orchestra dell'Opéra di Parigi. 
Avviò parallelamente una carriera concertistica, suonando in Europa, Africa, America. Poi si dedicò principalmente alla musica da camera e molte delle sue registrazioni furono premiate dall'Académie du disque. 
Dal 1969 al 1992 fu professore di violino al Conservatorio di Parigi (CNR). Tra gli allievi si ricordano Olivier Charlier, Eiichi Chijiwa, Philippe Honoré, Joanna Matkowska, Luc Héry, Dominique Lemonnier, Pierre-François Truys, Geneviève Simonot, Guillaume Fontanarosa.  
Nel 1984 fu nominato direttore artistico dell'Académie d'orchestre e responsabile del corso avanzato per violinisti presso il Conservatorio di Parigi. Nello stesso Conservatorio, dal 1993 fu direttore musicale del Dipartimento di preparazione alla carriera di orchestrale. 
Scrisse diverse opere didattiche per violino, la più nota è un metodo violinistico articolato in più volumi. Muore a Suresnes all'età di 68 anni. 

## Scritti
- L'Ecole Du Violon, Etudes progressives en 14 cahiers, choisies et annotées par P. Doukan, Editions Gérard Billaudot, 1980 (in 14 volumi)
- In collaborazione con Nicolas Fromageot, Jean Lenert, 10 ans avec le violon: catalogue raisonné, Paris, Institut de pédagogie musicale et chorégraphique, 1992
- L'ABC du jeune violoniste : méthode complète pour débutants, 30 études préliminaires, Paris, G. Billaudot , 1985